# 細中肢水蚤
細中肢水蚤（学名：Mesorhabdus angustus）为異肢水蚤科中肢水蚤屬下的一个种。

## 扩展阅读
- 維基物種上的相關：細中肢水蚤